# Zbrodnia w Hucie Pieniackiej

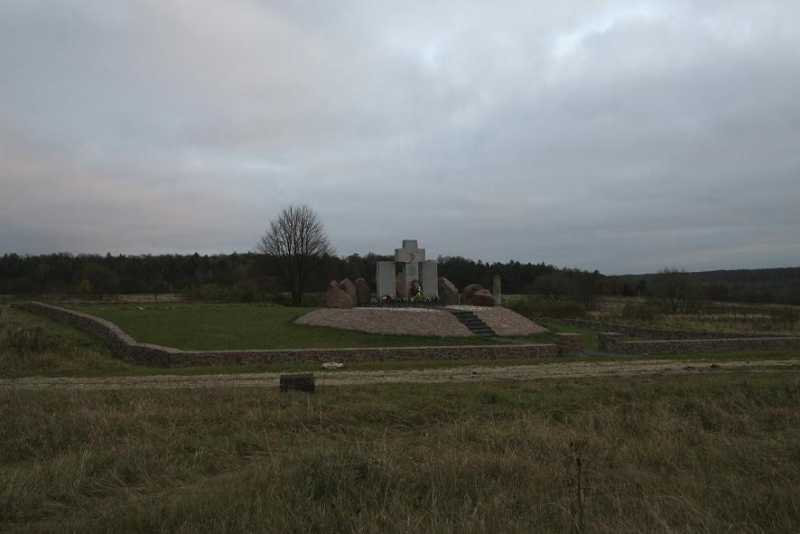
Pierwszy pomnik Polaków pomordowanych w Hucie Pieniackiej, w obrysie murów kościoła, do którego spędzono mieszkańców by potem ich wymordować

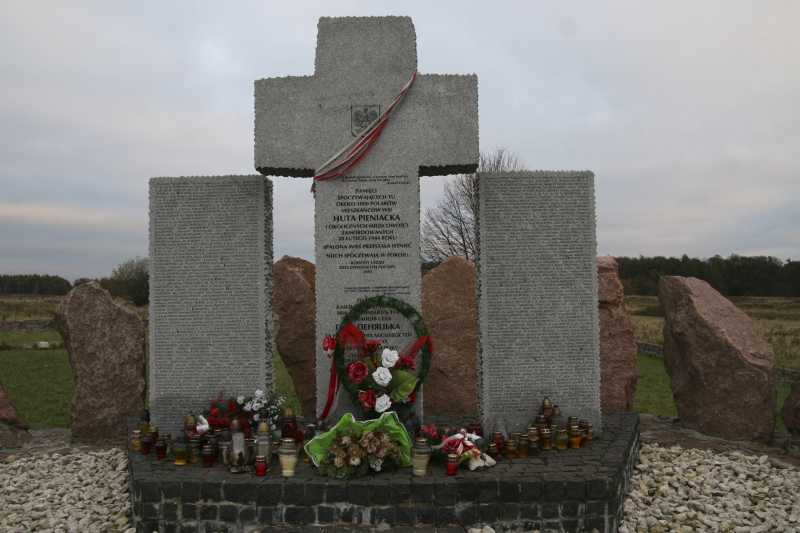
Pierwszy pomnik Polaków pomordowanych w Hucie Pieniackiej. Krzyż (wysadzony w 2017 r.) z kamiennymi tablicami, na których wyryto nazwiska ofiar zbrodni

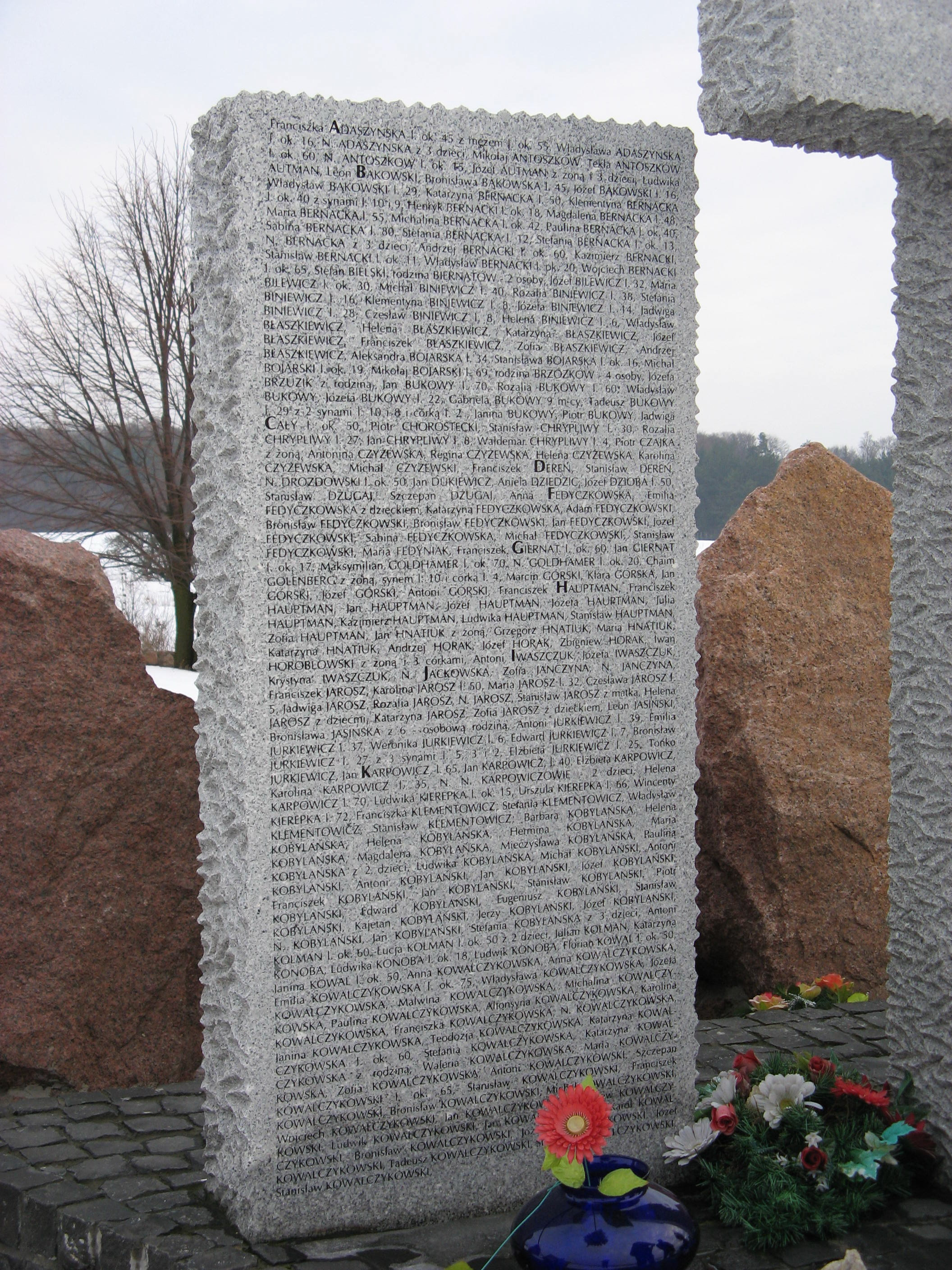
Jedna z tablic z nazwiskami ofiar

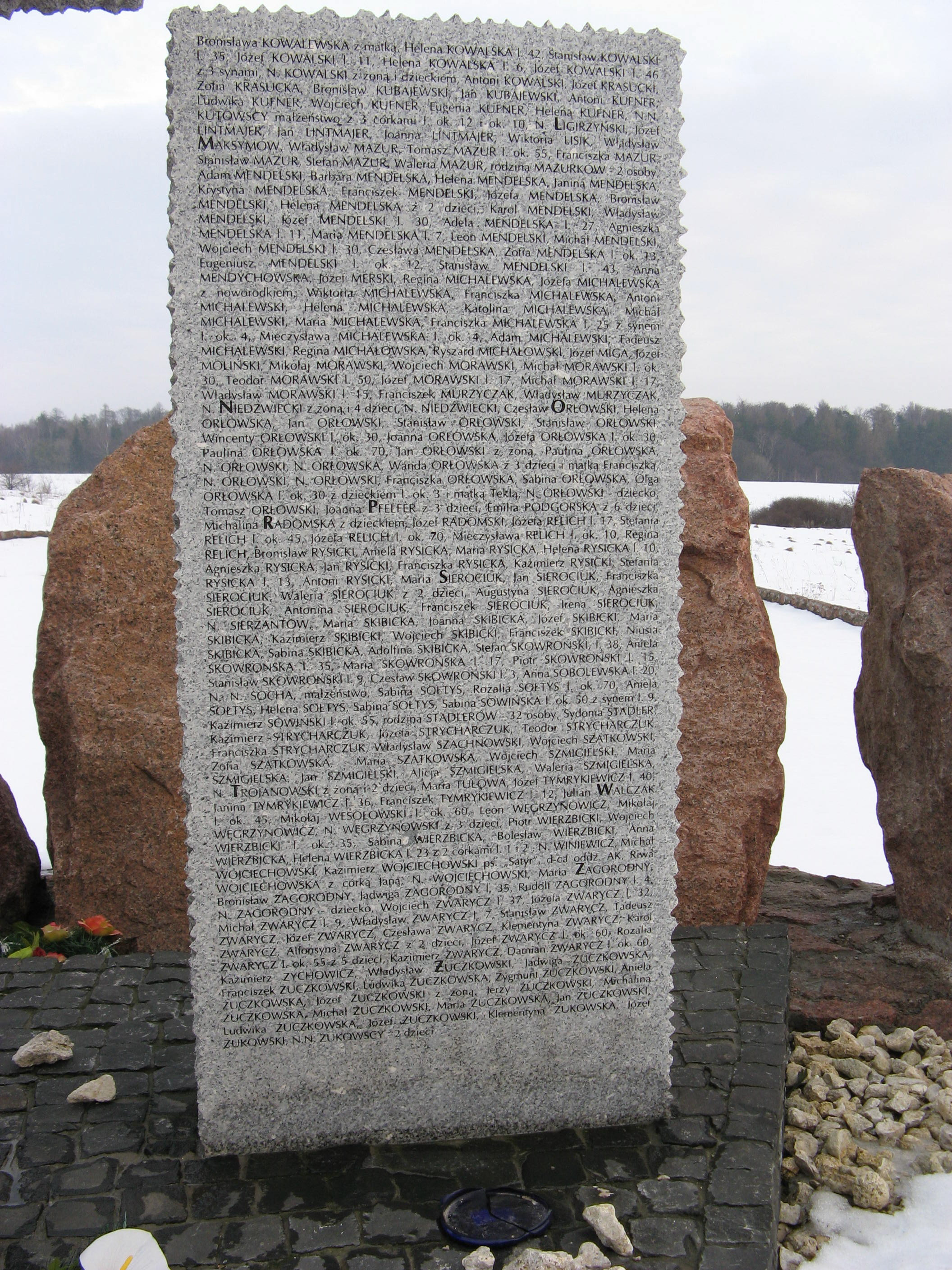
Druga z tablic z nazwiskami ofiar

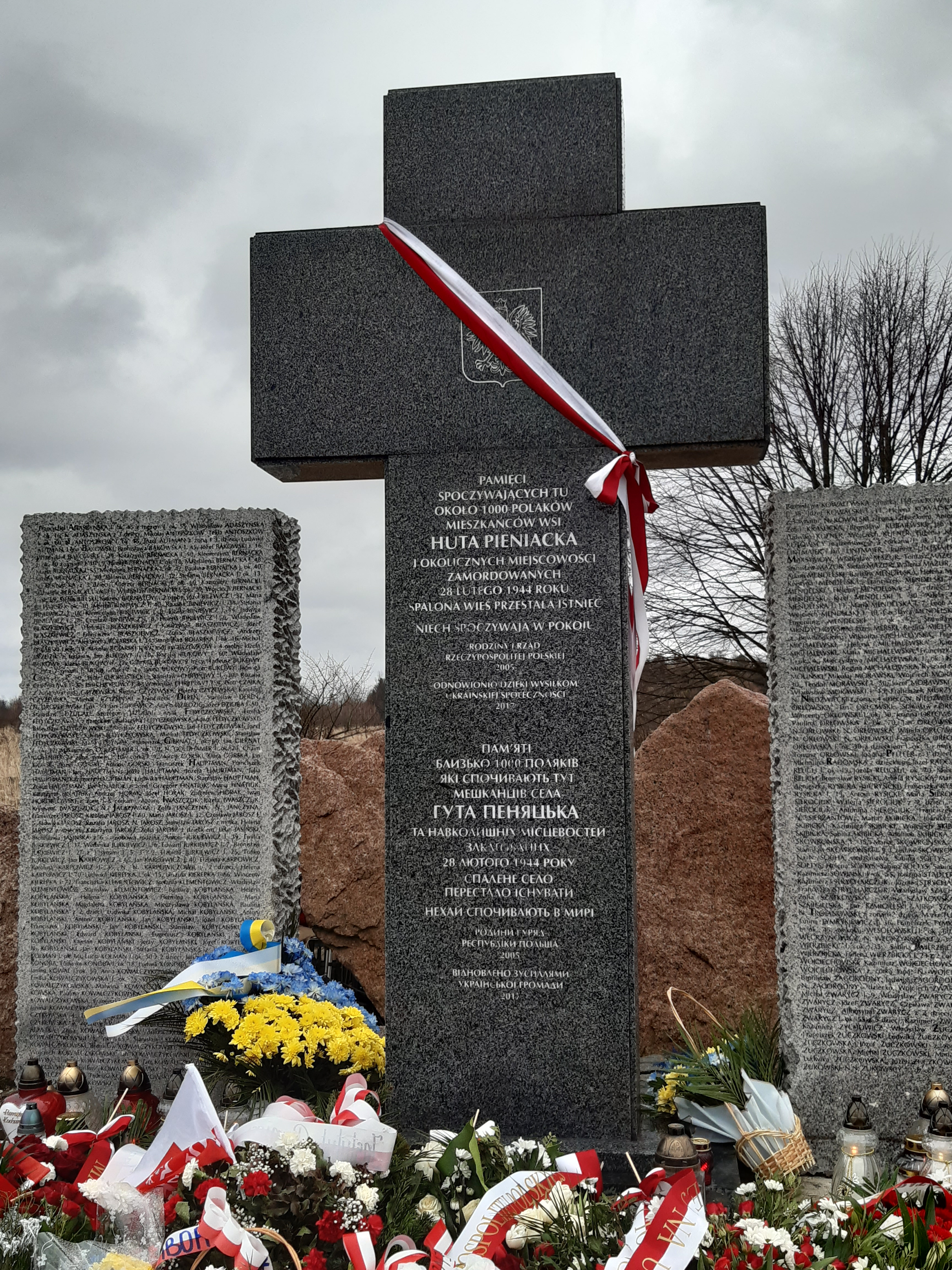
Drugi pomnik Polaków pomordowanych w Hucie Pieniackiej, ustawiony na miejscu wysadzonego krzyża w 2017 r.

Zbrodnia w Hucie Pieniackiej – dokonana 28 lutego 1944 akcja pacyfikacyjna polskiej ludności cywilnej w Hucie Pieniackiej, w wyniku której śmierć poniosło około 850 osób. Pacyfikacji dokonali, według śledztwa IPN, ukraińscy policjanci jednego z batalionów 4 Pułku Policji SS (niem. Galizisches SS Freiwilligen Regiment 4) pod niemieckim dowództwem, wraz z okolicznym oddziałem Ukraińskiej Powstańczej Armii i oddziałem paramilitarnym składającym się z nacjonalistów ukraińskich, pod dowództwem Włodzimierza Czerniawskiego.
Huta Pieniacka liczyła wówczas 172 gospodarstwa i około 1000 mieszkańców, we wsi znajdowało się również spora liczba uciekinierów (m.in. z Wołynia), którzy opuszczali miejsca zamieszkania obawiając się fali morderstw dokonywanych przez nacjonalistów ukraińskich i wspomagających ich miejscowych ukraińskich chłopów. Ocalało około 160 osób.

## Tło wydarzeń
Od początku 1944 roku banderowska frakcja OUN i jej zbrojne ramię UPA dokonywały ludobójczej czystki etnicznej wobec Polaków w Małopolsce Wschodniej. W Hucie Pieniackiej działał liczący około czterdziestu osób oddział samoobrony, kompania Armii Krajowej pod dowództwem st. sierżanta Marcina Sieroczuka ps. "Żbik" oraz dowodzony przez przybyłego ze Lwowa Kazimierza Wojciechowskiego ps. „Satyr” 60-osobowy oddział Kedywu (według prokuratury IPN Wojciechowski był także dowódcą samoobrony), co sprawiało, że ukraińskie podziemie uznawało swoje siły za zbyt słabe, by samodzielnie zniszczyć tę wieś. W tej sytuacji banderowcy dążyli do zaangażowania do wspólnego ataku na Hutę Pieniacką 4. galicyjskiego pułku SS złożonego z Ukraińców, którzy ochotniczo zgłosili się do służby w SS Freiwilligen Division „Galizien”.
W styczniu 1944 roku w Hucie Pieniackiej przebywała grupa dywersyjna NKWD „Zwycięzcy” Dmitrija Miedwiediewa. W zamian za udzielaną pomoc partyzanci szkolili członków samoobrony i przekazywali im broń i amunicję. 19 lutego 1944 roku do Huty Pieniackiej przybył sowiecki oddział partyzancki (według ustaleń śledztwa IPN był to oddział Borysa Krutikowa liczący kilkaset osób). Wbrew rozkazowi dowódcy samoobrony dowódca kompanii "Żbik" samowolnie wpuścił Sowietów do wsi. Partyzanci kwaterowali w Hucie Pieniackiej kilka dni (według prokuratury IPN do 21-22 lutego; według Damiana Markowskiego do 23 lutego). W tym czasie odwiedzali sąsiednie wsie, zarówno polskie, jak i ukraińskie. W Majdanie i Hucie Wierchobuskiej zwerbowali w swoje szeregi Polaków ze straży leśnej (Forstschutz) i dezerterów z polskiego Schutzmannschaft z Wołynia. Zarekwirowali karabin przeciwpancerny należący do AK. We wsiach ukraińskich dokonywali zaboru mienia i gwałtów. Jak stwierdzono później w meldunku komendanta Okręgu AK "Tarnopol", działania Sowietów "szły na konto Huty".

### Pomoc Żydom
Mieszkańcy Huty Pieniackiej udzielali pomocy grupie Żydów, którzy ukrywali się przed Niemcami. Miedwiediew wspominał, że rannego sowieckiego partyzanta opatrzył lekarz narodowości żydowskiej, który ukrywał się w Hucie Pieniackiej. O ukrywaniu się Żydów we wsi pisał także w swoim raporcie Mychajło Chronowiat, członek Zarządu Wojskowego SS-Galizien. 
Trzy Żydówki ukrywały się w domu dowódcy samoobrony Kazimierza Wojciechowskiego.
Feiwel Auerbach wspominał, że przetrwał okupację niemiecką w grupie 30 Żydów wspomaganych przez mieszkańców Huty Wierchobuskiej i Huty Pieniackiej. Inny ocalony z Holokaustu, Zwi Weigler, jako powód pacyfikacji Huty Pieniackiej wskazywał ukrywanie Żydów. 
Wskutek ukraińskich donosów Kreishauptmann ze Złoczowa zagroził sołtysom Huty Pieniackiej i Huty Wierchobuskiej ukaraniem mieszkańców obu wsi, jeśli nie zaprzestaną oni pomagać Żydom. Skutkowało to jedynie tym, że Polacy poprosili Żydów, by nie pokazywali się w tych miejscowościach za dnia. Po 23 lutego 1944 wobec groźby pacyfikacji Żydzi przestali nocować w Hucie Pieniackiej.
Grupa Żydów widziała nadejście oddziału pacyfikacyjnego i z odległości około 1 km obserwowała zagładę Huty Pieniackiej.

### Potyczka z 23 lutego 1944
Wiadomość o pobycie sowieckich partyzantów w Hucie Pieniackiej dotarła do niemieckich władz okupacyjnych. Prawdopodobnie przekazał ją Niemcom komendant Ukraińskiej Policji Pomocniczej z Podhorzec. Po opuszczeniu wioski przez Sowietów 23 lutego we wsi pojawił się patrol policyjny złożony z Ukraińców. Było to około 40 policjantów z 6. kompanii 2. batalionu 4. Pułku SS. Członkowie samoobrony początkowo nie podejmowali walki, obserwując działania przeciwnika, a ogień otworzyli dopiero w odpowiedzi na ostrzelanie przez Ukraińców polskiej ludności, która rzuciła się do ucieczki sądząc, że doszło do ataku UPA.  
W potyczce po stronie polskiej wzięły udział także 2 pluton AK z Huty Wierchobuskiej i pododdział Kedywu. Polacy uznali, że mają do czynienia z przebranymi upowcami. Ukraińcy zostali zmuszeni do wycofania się. Przed całkowitym rozbiciem uchroniła oddział SS sotnia UPA, która zaatakowała Polaków z boku (zdaniem Grzegorza Motyki była to sotnia „Siromanci”, natomiast Damian Markowski wskazuje, że był to pododdział z kurenia UPA Maksyma Skorupskiego "Maksa").  
Podczas walki zginęło dwóch napastników (Ołeksa Bobak i Roman Andrijczuk), a 12 zostało rannych (dwóch z nich później zmarło). Po stronie polskiej było 2 zabitych i 3 rannych. Na podstawie dokumentów znalezionych przy poległych napastnikach udało się ustalić, że byli oni żołnierzami stacjonującej w Brodach SS Freiwilligen Division „Galizien”. Ta wersja wydarzeń nie zakłada, że ówcześnie ta jednostka ukraińska była szkolona na terenie Generalnego Gubernatorstwa (Heidelager/Dębica) oraz Niemiec (Neuhammer/Świętoszów). 
W odwecie Niemcy wysłali do Huty Pieniackiej jeden z batalionów 4. galicyjskiego pułku policji SS (około 500–600 osób), dowodzony przez niemieckiego kapitana. W nocy z 27 na 28 lutego do wsi przybył łącznik AK i przekazał zalecenia Inspektoratu Armii, by oddział samoobrony postarał się uniknąć walki ze zbliżającym się przeciwnikiem, najlepiej przez ewakuację i stworzenie wrażenia, że wieś jest bezbronna, a wśród mieszkańców są tylko kobiety, dzieci i staruszkowie. Istniała wówczas nadzieja, że oddanie wsi bez walki jest jej jedyną szansą na ocalenie i uniknięcie pacyfikacji.

## Masakra
28 lutego 1944 roku wczesnym rankiem Huta Pieniacka została otoczona przez kompanie 2. batalionu 4. galicyjskiego pułku ochotniczego SS wspomagane przez oddział UPA oraz przez ukraińskich chłopów z okolicznych wsi. Według prokuratury IPN oraz Huberta Kuberskiego oddziałem UPA współpracującym z SS była sotnia "Siromanci" pod dowództwem Dmytra Karpenki "Jastruba" podległa III Okręgowi Wojskowemu Łysonia, natomiast zdaniem Damiana Markowskiego był to kureń Maksyma Skorupskiego "Maksa".
Istnieją sprzeczne przekazy co do tego, czy oddział samoobrony zdołał ewakuować się przed otoczeniem Huty Pieniackiej. Według prokurator IPN Bogusławy Marcinkowskiej zalecenia Inspektoratu AK przyszły zbyt późno i wieś zdołało opuścić zaledwie kilku mężczyzn. Z kolei według D. Markowskiego oraz Henryka Komańskiego i Szczepana Siekierki ewakuacja oddziału powiodła się i wieś pozostawiono bezbronną. Sulimir Żuk twierdził, że część członków samoobrony nie podporządkowała się rozkazowi i pozostała we wsi, lecz nie podjęła walki wobec przewagi przeciwnika. 
Pacyfikacja rozpoczęła się od wystrzelenia trzech kolorowych rakiet sygnalizacyjnych z rakietnicy, po czym zabudowania na obrzeżu wsi zostały ostrzelane z karabinów i artylerii. Słysząc to mieszkańcy zaczęli uciekać i chować się w piwnicach lub wcześniej przygotowanych schronach. Po zakończeniu ostrzału do wsi wkroczyli ukraińscy policjanci SS i cywile Ukraińcy. Napastnicy strzelali do uciekających oraz osób stawiających jakikolwiek opór. Pozostałych wyprowadzali z domów i prowadzili do budynków kościoła i szkoły, które znajdowały się w centrum wsi. 
Gdy ludność została zgromadzona w kościele i szkole, obok kościoła rozpoczęto przesłuchiwanie wybranych osób pod kątem informacji o pobycie i leczeniu sowieckich partyzantów oraz o ukrywanych Żydach. Zdaniem prokuratury IPN dobór przesłuchiwanych świadczy o wiedzy okupanta na temat składu osobowego samoobrony, jej dowództwa i kryjówek, w których przebywali ranni sowieccy partyzanci. Przesłuchiwani byli bici i torturowani; wśród nich był Kazimierz Wojciechowski. Został on rozpoznany w kościele i wywleczony na przykościelny plac, gdzie po torturach oblano go łatwopalną cieczą i podpalono, doprowadzając do jego zgonu. Wcześniej, jeszcze w domu, zamordowano jego żonę, córkę i ukrywające się tam Żydówki. Oblany łatwopalną cieczą i spalony został również mieszkaniec wsi, u którego wykryto rannych sowieckich partyzantów, pozostawionych w Hucie Pieniackiej na leczenie (ich samych na miejscu zastrzelono). Przesłuchiwany i zamordowany został także członek samoobrony, który został ranny w potyczce 23 lutego. 
Napastnicy zachowywali się bestialsko także wobec kobiet i dzieci, np. siedemdziesięcioletnią Rozalię Sołtys ugodzili bagnetem, rozpruwając jej brzuch, innej kobiecie zabili noworodka, rzucając nim o mur, zastrzelili rodzącą w kościele kobietę. Jedna z mieszkanek Huty Pieniackiej rozpoznała w uczestniczącym w pacyfikacji esesmanie swojego krewnego z sąsiedniej wsi. Sprawca nie usłuchał błagania o litość, zabił męża i dziecko kobiety a ją samą pchnął nożem w pierś, mówiąc: "Teraz wojna - nie ma krewnych". Kiedy rozeszła się wiadomość, że kościół jest zaminowany i zostanie wysadzony w powietrze, wybuchła panika, a zamknięte drzwi nie pozwalały wydostać się na zewnątrz.
Opuszczone zabudowania były grabione przez przybyłych z wojskiem, zmobilizowanych cywilnych Ukraińców, którzy zrabowany dobytek ładowali na podwody i wywozili. Okradzione domostwa podpalano, oczekując przy tym na ewentualną ucieczkę z płomieni ukrywających się Polaków, do których strzelano. Zajmowali się tym głównie nacjonaliści ukraińscy towarzyszący żołnierzom SS.
Około godziny 14. rozpoczęto wyprowadzać z kościoła i szkoły kilkudziesięcioosobowe grupy, które pod eskortą doprowadzano do stodół i drewnianych zabudowań gospodarczych. Najpierw wyprowadzano kobiety i dzieci a później mężczyzn; wszystkich zapewniano, że zostaną puszczeni wolno, bądź wywiezieni na roboty przymusowe w III Rzeszy. Następnie obiekty z zamkniętymi ludźmi ostrzeliwano z broni maszynowej i podpalano.
W stodole rodziny Relichów zaryglowano ok. 40 osób, budynek odrutowano i oblano benzyną. Zamkniętych spalono żywcem. Ze stodoły wydostało się 8–10 dziewczyn, ostrzeliwanych w ucieczce przez żołnierzy. Ze stodoły ocalała m.in. Wanda Gośniowska, której córka, Małgorzata Gośniowska-Kola, obecnie prowadzi Stowarzyszenie Huta Pieniacka.
Według Damiana Markowskiego członkowie UPA oraz chłopi ukraińscy z SKW nie brali bezpośredniego udziału w masakrze a jedynie pozostawali w odwodzie. Z kolei według Rudlinga bojownicy UPA uczestniczyli w zabijaniu mieszkańców Huty Pieniackiej. Przed akcją rozdano im karabiny i po 15 naboi. Zadaniem cywilnych Ukraińców był zabór mienia w pacyfikowanej wsi. Trafiło ono w ręce Ukraińców z Żarkowa w zamian za samogon.
W trakcie pacyfikacji odnaleziono ciała Ołeksy Bobaka i Romana Andrijczuka, funkcjonariuszy zabitych 23 lutego. 
Około godziny 17. sprawcy pacyfikacji opuścili Hutę Pieniacką. Wieś została zniszczona niemal doszczętnie (spalono 168 zagród), ocalało kilka domów na przysiółku Helenka, kościół i szkoła. Masakrę przeżyło około 160, względnie około 200 osób, z czego kilkadziesiąt rannych lub poparzonych. Najwięcej osób ocalało ukrywając się w piwnicy kościoła (około 30), na jego wieży (kilkanaście) i w piwnicy szkoły (dwadzieścia kilka).

### Liczba ofiar śmiertelnych
Szacunki liczby ofiar pacyfikacji Huty Pieniackiej w zależności od źródła wahają się od 600 do nawet 1500 osób.
- pion śledczy IPN: prawdopodobnie 800[5] lub około 850[32], z czego ponad 400 o ustalonych personaliach[33]
- ks. Jan Cieński (obecny na miejscu masakry 2 marca 1944): 600-700[34]
- Grzegorz Motyka (2006 rok): od 600 do 1200[7]
- Grzegorz Motyka (2011 rok): od 600 do 800[16]
- Damian Markowski: prawdopodobnie 650[21]
- o pacyfikacji wsi w dniu 28 lutego 1944 informowała wydawana we Lwowie ukraińska gazeta Lwiwśki wisti, podano również, że śmierć poniosło 868 osób w Hucie Pieniackiej[35][36].

## Następstwa zbrodni
Mieszkańcy, którym udało się przeżyć, znaleźli schronienie w Hucie Wierchobuskiej, Majdanie Pieniackim, Złoczowie i innych okolicznych miejscowościach. W ciągu następnych dni pomordowanych pochowano w dwóch zbiorowych mogiłach koło kościoła i szkoły.
1 marca 1944 roku Niemcy urządzili Ołeksie Bobakowi i Romanowi Andrijczukowi demonstracyjny pogrzeb na cmentarzu w Brodach. Relacjonując to wydarzenie gazeta "Lwiwśki wisti" nazwała ich "pierwszymi zabitymi SS dywizji Hałyczyna".
Po zagładzie Huty Pieniackiej polskie podziemie zakazało samoobronom przyjmowania sowieckich partyzantów, wskazując na niebezpieczeństwo niemieckich pacyfikacji. Sowietów można było przyjmować jedynie "pod przymusem, zimno i z rezerwą", a po ich odejściu należało zgłaszać ten fakt Niemcom. Wyjątek uczyniono tylko dla współpracy wywiadowczej.
Po pewnym czasie zostały rozebrane ostatnie istniejące budynki Huty Pieniackiej, tj. kościół i szkoła. Teren po wsi został zniwelowany i zamieniony w pastwisko.

## Śledztwa
Krótko po wojnie byli mieszkańcy Podkamienia, Huty Pieniackiej i Palikrów, których przesiedlono do Wołowa i Łososiowic, rozpoznali w mężczyźnie ukrywającym się pod przybranym nazwiskiem na Ziemiach Odzyskanych Włodzimierza Czerniawskiego, dowódcę oddziału UPA z Czernicy. W 1949 roku został on oskarżony przez Prokuraturę Okręgową w Gliwicach o udział w zabójstwach osób narodowości polskiej, m.in. w Hucie Pieniackiej, jako organizator i dowódca zbrojnego oddziału banderowców liczącego kilkaset osób. 13 stycznia 1950 roku Sąd Apelacyjny w Katowicach na sesji wyjazdowej w Koźlu skazał Czerniawskiego na karę śmierci.
W sprawie zbrodni w Hucie Pieniackiej śledztwo zostało wszczęte w 1994 r., obecnie prowadzi je Oddziałowa Komisja Ścigania Zbrodni przeciwko Narodowi Polskiemu w Krakowie (akta „S 50/03/Zn w sprawie zabójstwa mieszkańców Huty Pieniackiej dokonanego przez członków 14 Dywizji SS Galizien”). Przedmiotowe zdarzenia zakwalifikowano jako zbrodnię wojenną oraz zbrodnie przeciwko ludzkości. Przesłuchano 144 świadków, podjęto kwerendy w polskich i niemieckich archiwach. 
Analiza uzyskanych dowodów wskazuje, że sprawcami zbrodni byli żołnierze 4. galicyjskiego pułku ochotniczego SS z ówczesnej SS Freiwilligen Division „Galizien” – błędnie określanej jako 14 Dywizja SS „Galizien”, gdyż nazwę 14. Waffen-Grenadier-Division der SS (Galizische Nr. 1) otrzymała dopiero w sierpniu 1944 roku. Jeden lub dwa bataliony zostały skierowane przeciwko Hucie Pieniackiej, przy czym zapewne był to ten oddział, który stacjonował w tamtym czasie w Złoczowie. Ekspedycją dowodził niemiecki oficer w stopniu kapitana; dowódcy porozumiewali się po niemiecku, zaś żołnierze rozmawiali między sobą po ukraińsku. Jako że niemieckie dywizje grenadierów składały się z trzech pułków, to czwarty pułk, jak jego numer porządkowy sugeruje, nie mógł wchodzić w skład ówczesnej SS Freiwilligen Division „Galizien” – choć ostatecznie policjanci 4. galicyjskiego pułku ochotniczego SS wzmocnili dywizję ukraińską, zdziesiątkowaną pod Brodami. W masakrze uczestniczyły oddziały UPA/UNS (prawdopodobnie sotnia dowodzona przez Dmytra Karpenkę, ps. „Jastrub” lub kureń UNS „Siromanci”), oddział nacjonalistów ukraińskich pod dowództwem Włodzimierza Czerniawskiego (został po wojnie skazany za tę zbrodnię na śmierć) oraz oddział rekrutujący się z mieszkańców pobliskiej wioski Żarków, a także okoliczni mieszkańcy narodowości ukraińskiej. Udzielali oni pomocy żołnierzom pacyfikującym wieś i dokonywali rabunku mienia.
Brytyjski dziennikarz Julian Hendy nakręcił godzinny film dokumentalny The SS in Britain (SS w Wielkiej Brytanii), który relacjonuje historię osiedlenia w 1947 r. 8528 członków 14 Dywizji SS przez rząd brytyjski Clementa Attlee na tle zbrodni tej formacji, w tym mordu w Hucie Pieniackiej. Hendy odnotował, że masakra w Hucie Pieniackiej pochłonęła więcej ofiar niż opisywane w encyklopediach zbrodnie nazistów w Oradour-sur-Glane i w Lidicach. Materiał został wycofany przed wyświetleniem w Yorkshire TV w 1999. Ostatecznie został wyemitowany przez brytyjską telewizję ITV 7 stycznia 2001. Komisja parlamentarna pod przewodnictwem członka Izby Lordów Greville'a Jannera, syna jedynego deputowanego Izby Gmin, który wskazał na zbrodnie osiedlanych weteranów w 1947, doprowadziła do wszczęcia przez Scotland Yard śledztwa w sprawie żyjących nadal w Wielkiej Brytanii sprawców zbrodni wojennych z 14 Dywizji SS; śledztwo pozostawało w toku w 2006.
Od 2019 r. Instytut Pamięci Narodowej wnioskuje do strony ukraińskiej o zgodę na przeprowadzenie w Hucie Pieniackiej prac poszukiwawczych mających ustalić miejsce pochowania ofiar masakry z 1944 r.

## Upamiętnienie ofiar zbrodni

### ZSRR
W czasach ZSRS w miejscu zbrodni wzniesiono dwa pomniki. Pierwszy, typowo sowiecki obelisk, powstał w 1984 roku na 40-lecie pacyfikacji z inicjatywy lokalnych władz. Umieszczono na nim napis w języku ukraińskim: "Tu pochowano szczątki mieszkańców Huty Pieniackiej ofiar zbrodni dokonanej przez faszystów i ukraińskich burżuazyjnych nacjonalistów w lutym 1944 roku". Drugi pomnik (tzw. memoriał) wzniesiono w 1989 r. w 45. rocznicę wydarzeń na wniosek Michała Górskiego z Kielc; na głazie umieszczona była czerwona gwiazda i płyta z napisem, wskazującym jako winnych "faszystowskiego okupanta" oraz "bandytów z OUN". Pominięto informacje o narodowości zabitych. Podczas odsłonięcia pomnika byli obecni i wygłosili przemowy pierwszy sekretarz komitetu obwodowego KPZR, konsul z Konsulatu Generalnego PRL ze Lwowa oraz sowieccy weterani. Przedstawicieli rodzin ofiar nie dopuszczono do głosu. Oba pomniki przetrwały do czasów współczesnych (2013 rok), ale w latach 90., po uzyskaniu niepodległości przez Ukrainę, usunięto z nich napisy i sowieckie symbole.
W 1989 r. osoby, które przeżyły zbrodnię i ich rodziny za zebrane pieniądze ufundowały drewniany krzyż.

### Obecny pomnik
Obecnie istniejący pomnik wzniesiono w 2005 r. dzięki staraniom Rady Ochrony Pamięci Walk i Męczeństwa. Strona ukraińska przez dwa lata blokowała umieszczenie daty zbrodni na monumencie. Pomnik składa się z granitowego krzyża i dwóch steli z nazwiskami ofiar. Napis na pomniku nie wskazuje, kto był sprawcą zbrodni. 
W nocy z 8/9 stycznia 2017 pomnik został zniszczony. Krzyż rozbito, jedną ze stel z nazwiskami ofiar pomalowano w barwy Ukrainy, drugą – w barwy UPA, namalowano na niej też runiczne litery „SS”. Policja ukraińska ustaliła, że do zniszczenia pomnika użyto ładunku wybuchowego. Przed obchodami rocznicy zbrodni (26 lutego 2017) pomnik został odbudowany przez Ukraińców; szef administracji obwodu lwowskiego Ołeh Syniutka przekazał, że monument został odnowiony za pieniądze mieszkańców okolicznych miejscowości, nowy krzyż został wykonany z granitu. Pomnik odbudowano bez uzgodnienia ze stroną polską z pominięciem cytatu z "Chorału" Kornela Ujejskiego („Z dymem pożarów, z kurzem krwi bratniej do Ciebie, Panie, woła ten głos!”), za to z dodaniem inskrypcji „odnowiono dzięki wysiłkom społeczności ukraińskiej 2017”.
W marcu 2017 roku na odnowionym krzyżu namalowano swastykę i tryzub, a na tablicach antypolskie napisy. Szkody zostały usunięte przez miejscowe władze.

### Uroczystości rocznicowe w 2009 r.
Obchody 65. rocznicy zbrodni odbyły się 28 lutego 2009 przy pomniku w Hucie Pieniackiej z udziałem kilkudziesięcioosobowej reprezentacji rodzin ocalałych z masakry zrzeszonych w Stowarzyszeniu „Huta Pieniacka”, którym Urząd ds. Kombatantów i Osób Represjonowanych odmówił dofinansowania wyjazdu. Wśród uczestników były 4 osoby urodzone w Hucie Pieniackiej, którym udało się uratować z zagłady. Patronat nad obchodami przyjęli i osobisty udział w uroczystości wzięli Prezydent Lech Kaczyński oraz Prezydent Ukrainy Wiktor Juszczenko. Mszę celebrował arcybiskup lwowski obrządku łacińskiego Mieczysław Mokrzycki.
Przed rozpoczęciem obchodów ukraińscy deputowani lwowskiej rady obwodowej z Bloku Julii Tymoszenko zaapelowali do prezydenta Ukrainy Wiktora Juszczenki, aby nie brał udziału w obchodach, natomiast nacjonalistyczna partia „Swoboda” zapowiedziała, że w dniu uroczystości w bliskim sąsiedztwie odsłoni własny pomnik z napisem dla upamiętnienia rzekomych ofiar „polskich szowinistów z Huty Pieniackiej”, z kolei lwowski radny Rostysław Nowożenec zażądał demontażu pomnika wystawionego w 2005 roku. 
Uroczystość próbowała zakłócić grupa ponad stu ukraińskich demonstrantów, którzy mieli ze sobą czerwono-czarną flagę, symbol OUN, oraz flagi partii "Swoboda". Nacjonaliści zrealizowali swoją zapowiedź odsłaniając w Hucie Pieniackiej pomnik poświęcony Iwanowi Wawriwowi, jego żonie, greckokatolickiemu księdzu Martynowi Bałucie i innym osobom, które przedstawili jako ofiary "polskich szowinistów i sowieckich partyzantów".

## Zaprzeczanie zbrodni
Taras Hunczak, Andrij Bolanowśkyj i Roman Kolisnyk, autorzy ukraińscy, zaprzeczają udziałowi Ukraińców w masakrze w Hucie Pieniackiej opierając się na raporcie Mychajła Chronowiata, członka Zarządu Wojskowego SS-Galizien, który pisał, że 4 pułk policyjny jedynie zdobył wieś, po czym przekazał ją w ręce nieokreślonego oddziału niemieckiej policji, który dokonał zbrodni. Autorzy ci ignorują fakt, że Chronowiat nie był neutralnym świadkiem wydarzeń oraz nie biorą pod uwagę źródeł polskich, żydowskich, sowieckich i ukraińskich, które potwierdzają udział Ukraińców w masakrze.
Jewhen Pobihuszczy, dowódca 1 batalionu 29 pułku grenadierów 14 Dywizji Grenadierów SS w swoich wspomnieniach zaprzeczał jakimkolwiek zbrodniom na terenie Huty Pieniackiej. Według jego opisu wieś spłonęła w wyniku walki Grupy Beyersdorfa (a nie pododdziału 4 pułku policyjnego SS) z polską samoobroną, wieś była bazą partyzantki sowieckiej płk Miedwiediewa, a ofiary cywilne były przypadkowe.
W odpowiedzi na wzniesienie pomnika w Hucie Pieniackiej w 2005 roku, aktywiści partii Swoboda postawili w jego pobliżu tablicę w językach ukraińskim i angielskim zaprzeczającą ustalonemu przebiegowi wydarzeń. Napis na tablicy głosi, że członkowie AK oraz sowieckiej partyzantki z Huty Pieniackiej „terroryzowali okoliczne wsie” i za to okupacyjne władze niemieckie zniszczyły wieś. Autorzy tablicy twierdzą, że odpowiedzialność SS-Galizien, OUN oraz UPA za tę zbrodnię to wymysł „sowiecko-polskiej propagandy” z lat 80. Według nich pomnik na miejscu zbrodni jest nielegalny.
Ukraiński autor Dmytro Czobit w swojej publikacji na temat zbrodni w Hucie Pieniackiej wyraził pogląd, że strona polska nie przedstawiła żadnych źródeł dokumentowych ani poważnych argumentów za przypisaniem zbrodni siłom ukraińskim. Powtórzył tezę, że odpowiedzialność ukraińska za zbrodnię to insynuacja radzieckiej propagandy z lat 80. i że mord został dokonany przez Niemców.

## Stowarzyszenie Huta Pieniacka
28 kwietnia 2008 roku zostało oficjalnie zarejestrowane Stowarzyszenie Huta Pieniacka, zrzeszające ocalonych z zagłady Huty Pieniackiej, członków ich rodzin oraz sympatyków. Stowarzyszenie zostało zawiązane „w celu upamiętnienia zbrodni ludobójstwa dokonanej przez ukraińskich nacjonalistów 28 lutego 1944 roku na mieszkańcach polskiej wsi Huta Pieniacka (powiat Brody; woj. Tarnopolskie – II RP)”.
Stowarzyszenie organizuje konferencje naukowe, spotkania z ocalonymi mieszkańcami, pielgrzymki do Huty Pieniackiej. Od 2009 roku współpracuje ze Stowarzyszeniem „Międzynarodowy Motocyklowy Rajd Katyński”. Motocykliści z rajdu dwukrotnie odwiedzili Hutę Pieniacką, gdzie zostali przyjęci przez członków Stowarzyszenia. Z inicjatywy organizacji i ze wsparciem Rady Ochrony Pamięci Walk i Męczeństwa uporządkowany został teren cmentarza wiejskiego w Hucie Pieniackiej, zaś kilkanaście ocalałych nagrobków poddanych renowacji i konserwacji. Stowarzyszenie wydało również książkę pt. Za to, że byli Polakami opisującą historię Huty Pieniackiej.

## Monstrancja z Huty Pieniackiej
25 sierpnia 2013, administrator greckokatolickiej parafii pod wezwaniem Narodzenia NMP w położonej opodal Huty Pieniackiej Hołubicy, ks. Jarosław Bordiuch, jako gest pojednania polsko-ukraińskiego przekazał pochodzącą ze zgliszcz Huty Pieniackiej monstrancję członkom polskiego stowarzyszenia „Huta Pieniacka”. W uroczystości wzięło udział ponad stu mieszkańców pobliskich wsi i około kilkudziesięciu Polaków z Polski i ze Lwowa.